# Segunda División de Chile 1956

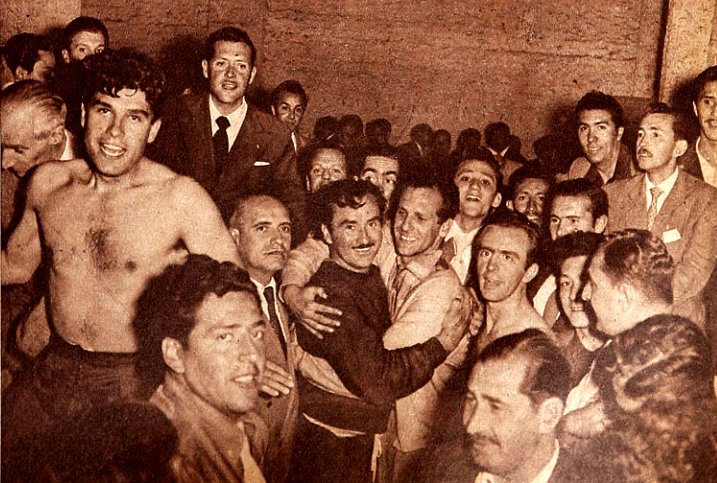
Jugadores de Universidad Católica festejando el título del Ascenso 1956.

El Campeonato Nacional de Fútbol de la Segunda División de 1956 fue el quinto torneo disputado de la segunda categoría del fútbol profesional chileno. Contó con la participación de ocho equipos. 
En esta edición del torneo hizo su debut en el profesionalismo La Serena. Además Maestranza Central y San Bernardo F.C. se fusionaron dando origen a San Bernardo Central.
El torneo se jugó en tres rondas con un sistema de todos contra todos y el campeón del torneo fue Universidad Católica, que ascendió a Primera División al año siguiente.
En la parte baja de la tabla de posiciones se ubicó San Bernardo Central, que mantuvo su cupo en Segunda, ya que se decidió aumentar el cupo a 10 equipos para 1957.

## Movimientos divisionales
| Pos | a Primera División de Chile 1956 |
| --- | -------------------------------- |
| 1º  | San Luis de Quillota             |

| Pos | a Segunda División de Chile 1956 |
| --- | -------------------------------- |
| 1º  | Deportes La Serena               |

| Pos | Descendido desde Primera División de Chile 1955 |
| --- | ----------------------------------------------- |
| 1º  | Universidad Católica                            |

| Pos | Asociación de Origen |
| --- | -------------------- |
| 1º  | Santiago National    |

## Equipos participantes
| Equipo               | Ciudad            |
| -------------------- | ----------------- |
| Alianza              | Curicó            |
| Deportes La Serena   | La Serena         |
| Iberia               | Santiago de Chile |
| San Bernardo Central | San Bernardo      |
| Trasandino           | Los Andes         |
| Universidad Católica | Santiago de Chile |
| Unión La Calera      | La Calera         |
| U.T.E                | Santiago de Chile |

## Tabla final
| Pos | Equipo               | PJ | PG | PE | PP | GF | GC | Dif | Pts |
| --- | -------------------- | -- | -- | -- | -- | -- | -- | --- | --- |
| 1   | Deportes La Serena   | 21 | 13 | 6  | 2  | 39 | 14 | 25  | 32  |
| 2   | Universidad Católica | 21 | 15 | 2  | 4  | 43 | 21 | 22  | 32  |
| 3   | Unión La Calera      | 21 | 12 | 3  | 6  | 44 | 22 | 22  | 27  |
| 4   | Alianza              | 21 | 8  | 3  | 10 | 29 | 39 | -10 | 19  |
| 5   | Universidad Técnica  | 21 | 7  | 4  | 10 | 36 | 49 | -13 | 18  |
| 6   | Iberia               | 21 | 6  | 4  | 11 | 32 | 45 | -13 | 16  |
| 7   | Trasandino           | 21 | 5  | 5  | 11 | 25 | 35 | -10 | 15  |
| 8   | San Bernardo Central | 21 | 3  | 3  | 15 | 26 | 49 | -23 | 9   |

PJ=Partidos jugados; PG=Partidos ganados; PE=Partidos empatados; PP=Partidos perdidos; GF=Goles a favor; GC=Goles en contra; Dif=Diferencia de gol; Pts=Puntos
|  | Juega final por el campeonato |
|  | Descenso suspendido           |

## Final por el campeonato
Debido a la igualdad de puntaje en el primer lugar, debió jugarse un partido de desempate entre Deportes La Serena y Universidad Católica.
|       | POR   | Sergio Livingstone |  |
|       | DEF   | Antonio Albornoz   |  |
|       | DEF   | Fernando Jara      |  |
|       | DEF   | Claudio Molina     |  |
|       | MED   | Sergio Sánchez     |  |
|       | MED   | Andrés Prieto      |  |
|       | DEL   | Jaime Vásquez      |  |
|       | DEL   | Juan Antonio Baum  |  |
|       | DEL   | Horacio Cisternas  |  |
|       | DEL   | Raimundo Infante   |  |
|       | DEL   | Víctor Salcedo     |  |
| D. T. | D. T. | Jorge Ormos        |  |

|       | POR | Orlando Pellegrino |  |
|       | DEF | Jorge Barraza      |  |
|       | DEF | Víctor Torres      |  |
|       | DEF | Raúl Véliz         |  |
|       | MED | Martín Badía       |  |
|       | MED | Carlos Suárez      |  |
|       | DEL | Carlos Escalona    |  |
|       | DEL | Maturana           |  |
|       | DEL | Garay              |  |
|       | DEL | Héctor Novoa       |  |
|       | DEL | Fernando Hurtado   |  |
| D. T. |     |                    |  |

| 15' · 24' · 78' | Raimundo Infante Horacio Cisternas Raimundo Infante | 1-1 2-1 3-2 |

| 6' · 40' | Héctor Novoa | 1-0 2-2 |

| Principal | Washington Rodríguez |

|       | POR   | Sergio Livingstone |  |
|       | DEF   | Antonio Albornoz   |  |
|       | DEF   | Fernando Jara      |  |
|       | DEF   | Claudio Molina     |  |
|       | MED   | Sergio Sánchez     |  |
|       | MED   | Andrés Prieto      |  |
|       | DEL   | Jaime Vásquez      |  |
|       | DEL   | Juan Antonio Baum  |  |
|       | DEL   | Horacio Cisternas  |  |
|       | DEL   | Raimundo Infante   |  |
|       | DEL   | Víctor Salcedo     |  |
| D. T. | D. T. | Jorge Ormos        |  |

|       | POR | Orlando Pellegrino |  |
|       | DEF | Jorge Barraza      |  |
|       | DEF | Víctor Torres      |  |
|       | DEF | Raúl Véliz         |  |
|       | MED | Martín Badía       |  |
|       | MED | Carlos Suárez      |  |
|       | DEL | Carlos Escalona    |  |
|       | DEL | Maturana           |  |
|       | DEL | Garay              |  |
|       | DEL | Héctor Novoa       |  |
|       | DEL | Fernando Hurtado   |  |
| D. T. |     |                    |  |

| 15' · 24' · 78' | Raimundo Infante Horacio Cisternas Raimundo Infante | 1-1 2-1 3-2 |

| 6' · 40' | Héctor Novoa | 1-0 2-2 |

| Principal | Washington Rodríguez |

|       | POR   | Sergio Livingstone |  |
|       | DEF   | Antonio Albornoz   |  |
|       | DEF   | Fernando Jara      |  |
|       | DEF   | Claudio Molina     |  |
|       | MED   | Sergio Sánchez     |  |
|       | MED   | Andrés Prieto      |  |
|       | DEL   | Jaime Vásquez      |  |
|       | DEL   | Juan Antonio Baum  |  |
|       | DEL   | Horacio Cisternas  |  |
|       | DEL   | Raimundo Infante   |  |
|       | DEL   | Víctor Salcedo     |  |
| D. T. | D. T. | Jorge Ormos        |  |

|       | POR | Orlando Pellegrino |  |
|       | DEF | Jorge Barraza      |  |
|       | DEF | Víctor Torres      |  |
|       | DEF | Raúl Véliz         |  |
|       | MED | Martín Badía       |  |
|       | MED | Carlos Suárez      |  |
|       | DEL | Carlos Escalona    |  |
|       | DEL | Maturana           |  |
|       | DEL | Garay              |  |
|       | DEL | Héctor Novoa       |  |
|       | DEL | Fernando Hurtado   |  |
| D. T. |     |                    |  |

| 15' · 24' · 78' | Raimundo Infante Horacio Cisternas Raimundo Infante | 1-1 2-1 3-2 |

| 6' · 40' | Héctor Novoa | 1-0 2-2 |

| Principal | Washington Rodríguez |

|       | POR   | Sergio Livingstone |  |
|       | DEF   | Antonio Albornoz   |  |
|       | DEF   | Fernando Jara      |  |
|       | DEF   | Claudio Molina     |  |
|       | MED   | Sergio Sánchez     |  |
|       | MED   | Andrés Prieto      |  |
|       | DEL   | Jaime Vásquez      |  |
|       | DEL   | Juan Antonio Baum  |  |
|       | DEL   | Horacio Cisternas  |  |
|       | DEL   | Raimundo Infante   |  |
|       | DEL   | Víctor Salcedo     |  |
| D. T. | D. T. | Jorge Ormos        |  |

|       | POR | Orlando Pellegrino |  |
|       | DEF | Jorge Barraza      |  |
|       | DEF | Víctor Torres      |  |
|       | DEF | Raúl Véliz         |  |
|       | MED | Martín Badía       |  |
|       | MED | Carlos Suárez      |  |
|       | DEL | Carlos Escalona    |  |
|       | DEL | Maturana           |  |
|       | DEL | Garay              |  |
|       | DEL | Héctor Novoa       |  |
|       | DEL | Fernando Hurtado   |  |
| D. T. |     |                    |  |

| 15' · 24' · 78' | Raimundo Infante Horacio Cisternas Raimundo Infante | 1-1 2-1 3-2 |

| 6' · 40' | Héctor Novoa | 1-0 2-2 |

| Principal | Washington Rodríguez |

Universidad Católica se coronó campeón de la Segunda División de Chile 1956 y asciende a la Primera División